# Єжевський Олександр Олександрович
Олександр Олександрович Єжевський (нар. 3 листопада 1915, місто Тулун, тепер Іркутської області, Росія — 15 січня 2017, місто Москва) — радянський державний діяч, міністр тракторного і сільськогосподарського машинобудування СРСР, начальник Всесоюзного об'єднання «Союзсільгосптехніка». Кандидат у члени ЦК КПРС у 1966—1971 роках. Член ЦК КПРС у 1971—1989 роках. Депутат Верховної Ради СРСР 7—11-го скликань. Герой Соціалістичної Праці (1.11.1985). Почесний академік, член бюро механізації Російської сільськогосподарської академії.

## Життєпис
Народився 21 жовтня (3 листопада) 1915 року в родині робітника. Дід був засланий до Сибіру за участь у польському повстанні, батько, Олександр Єжевський, народився в місті Усть-Ілімську. У 1917 році родина Єжевських переїхала в Хайту, а потім в Іркутськ.
У 1930 році закінчив сім класів школи в місті Іркутську. З 1930 року працював учнем токаря на машинобудівному заводі імені Куйбишева в Іркутську, в бригаді батька. Отримав 6-й розряд і незабаром став майстром механічного цеху.
Без відриву від роботи здобув середню освіту — закінчив вечірній робітничий факультет при Іркутському державному університеті і вступив до Іркутського гірничо-металургійного інституту. На час закінчення Єжевським 1-го курсу, в Іркутському сільськогосподарському інституті відкрився факультет механізації, який підготовляв інженерів-механіків. Олександр Єжевський перевівся на 2-й курс Іркутського сільськогосподарського інституту. Працював лаборантом, асистентом кафедри тракторів і автомобілів інституту.
У 1939 році закінчив Іркутський сільськогосподарський інститут, інженер-механік.
У 1939—1942 роках — асистент, старший викладач кафедри тракторів і автомобілів Іркутського сільськогосподарського інституту.
У 1942—1943 роках — начальник авторемонтних майстерень ремонтно-прокатної бази № 12 Народного комісаріату шляхів сполучення СРСР в Іркутську.
У 1943—1945 роках — начальник виробництва, головний інженер Іркутського авторемонтного заводу, де під час війни випускали автомобілі для фронту.
Член ВКП(б) з 1945 року.
У 1945—1947 роках — головний інженер, у 1947—1951 роках — директор Іркутського автоскладального заводу.
У 1951—1953 роках — директор Алтайського тракторного заводу в місті Рубцовську Алтайського краю.
У 1953—1954 роках — директор Ростовського заводу сільськогосподарського машинобудування «Ростсільмаш».
У квітні 1954 — липні 1955 року — заступник міністра автомобільного, тракторного і сільськогосподарського машинобудування СРСР. У липні 1955 — 1956 року — заступник міністра, у 1956 — травні 1957 року — 1-й заступник міністра тракторного і сільськогосподарського машинобудування СРСР.
У 1957—1960 роках — заступник начальника, в 1960—1962 роках — начальник відділу автомобільного, тракторного і сільськогосподарського машинобудування Державної планової комісії (Держплану) СРСР.
З 26 грудня 1962 по 5 липня 1978 року — голова Всесоюзного об'єднання Ради міністрів СРСР «Союзсільгосптхніка» (в січні 1963 — жовтні 1965 року — при РНГ—ВРНГ СРСР).
З 5 липня 1978 по 10 жовтня 1980 року — голова Державного комітету СРСР з виробничо-технічного забезпечення сільського господарства.
10 жовтня 1980 — 20 липня 1987 року — міністр тракторного і сільськогосподарського машинобудування СРСР. 20 липня 1987 — 19 жовтня 1988 року — міністр сільськогосподарського і тракторного машинобудування СРСР.
Указом Президії Верховної Ради СРСР від 1 листопада 1985 року за великі заслуги перед Радянською державою в розвитку тракторного і сільськогосподарського машинобудування і в зв'язку з сімдесятиріччя з дня народження Єжевському Олександру Олександровичу присвоєно звання Героя Соціалістичної Праці з врученням ордена Леніна і золотої медалі «Серп і Молот».
З жовтня 1988 року — персональний пенсіонер союзного значення в Москві.
З 1992 року — негласний власник промислового союзу «Нове Співдружність» та ТОВ «КЗ» «Ростсільмаш». З 2004 року — головний науковий співробітник, генеральний радник Всеросійського науково-дослідного технологічного інституту ремонту та експлуатації машинно-тракторного парку «Сільгоспмаш». Радник міністра сільського господарства Російської Федерації. Був членом Координаційних рад при Міністерстві промисловості і торгівлі Росії та Міністерстві сільського господарства Росії.
Помер 15 січня 2017 року. Похований в Москві на Новодівочому цвинтарі.

## Нагороди і звання
- Герой Соціалістичної Праці (1.11.1985)
- чотири ордени Леніна (2.11.1965, 27.08.1971, 31.10.1975, 1.11.1985)
- два ордени Трудового Червоного Прапора
- орден «За заслуги перед Вітчизною» ІІ ст. (Російська Федерація) (16.07.2015)
- орден «За заслуги перед Вітчизною» IV ст. (Російська Федерація) (22.07.1995)
- орден «За заслуги перед Чуваською Республікою» (28.10.2015)
- медалі
- відзнака «За заслуги перед Іркутською областю» (2007)
- знак громадського заохочення «75 років Іркутської області» (2012)
- Почесний громадянин Іркутської області (2015)
- Почесний громадянин міста Русе (Болгарія)
- Почесний професор Московського державного машинобудівного університету
- Заслужений машинобудівник Російської Федерації